# Daurischer Blindmull
Der Daurische Blindmull (Myospalax aspalax) ist ein Nagetier in der Unterfamilie der Blindmulle.

## Merkmale
Die Art erreicht eine Kopf-Rumpf-Länge von 14 bis 23,3 cm, eine Schwanzlänge von 4,8 bis 6,9 cm sowie ein Gewicht von 225 bis 422 g. Das Fell der Oberseite ist überwiegend graugelb, gelegentlich mit brauner Schattierung. Bei einigen Exemplaren kommen ein oder mehrere weiße Flecken auf der Stirn vor. Weiterhin sind die Lippen weiß. Die Unterseite ist mit hellgrauem Fell bedeckt. Auf dem Schwanz und auf der Oberseite der Hinterfüße befinden sich kurze weiße Haare.

## Verbreitung
Der Daurische Blindmull kommt mit zwei Populationen in Asien vor, die erste im Nordosten Chinas, die zweite im Nordosten der Mongolei sowie in angrenzenden Gebieten Russlands. Das Habitat variiert zwischen Steppen, die reich an Krautpflanzen sind, Bewuchs an Flussufern, Waldrändern sowie Ackerflächen.

## Lebensweise
Dieser Blindmull gräbt wie seine nahen Verwandten unterirdische Tunnelsysteme, die je nach Jahreszeit mehr oder weniger komplex sind. Während des Sommers liegen die tiefsten Bereiche des Baus gewöhnlich 30 bis 50 cm unter der Erdoberfläche. Im Winter können einzelne Kammern 2 Meter tief liegen. Der Abstand zwischen den Ausgängen, an denen wie bei Maulwürfen Hügel mit einem Durchmesser von 50 bis 70 cm aufgeworfen werden, beträgt 1 bis 3 Meter. Außerhalb der Paarungszeit lebt jedes Individuum allein in seinem Bau. Für die Paarung im Mai oder Juni graben die Blindmulle einen Übergang vom Bau des Männchens zum Bau des Weibchens. Etwa einen Monat später bringt das Weibchen bis zu fünf Junge zur Welt. Diese bleiben bis zum Herbst im Bau der Mutter und verlassen ihn, wenn sie etwa 15 cm lang sind.
Die Nahrung besteht hauptsächlich aus Wurzeln sowie aus grünen Pflanzen, die an der Wurzel in den Tunnel gezogen werden. Die in den Kammern gelagerte Nahrung kann bis zu 9 kg wiegen.

## Status
Für den Bestand des  Daurischen Blindmulls sind keine bedeutenden Gefahren bekannt. Die Art wird von der IUCN als nicht gefährdet (Least Concern) gelistet.